# João Crisóstomo de Amorim Pessoa
João Crisóstomo de Amorim Pessoa, O.F.M. Ref. (Cantanhede, 14 de outubro de 1810 — Dume, Braga, 22 de dezembro de 1888) foi professor e arcebispo de Goa e Braga.

## Biografia
D. João Crisóstomo professou em Cantanhede em 1827.
Foi ordenado padre em 19 de setembro de 1838. Doutorou-se em Teologia na Universidade de Coimbra, em 1850. Foi professor de Ciências Eclesiásticas no seminário de Coimbra e professor substituto da Faculdade de Teologia (1855).
Em 13 de julho de 1859 foi apresentado bispo de Santiago de Cabo Verde, foi confirmado em 23 de março de 1860, sendo consagrado em 26 de agosto desse mesmo ano, no Seminário de Santarém, pelo cardeal Manuel Bento Rodrigues da Silva, C.R.S.J.E., patriarca de Lisboa, coadjuvado por Sebastião da Anunciação Gomes de Lemos, O.C.D. e Joaquim Moreira Reis, O.S.B., bispos-eméritos de Angola e Congo. No ano seguinte, em 9 de fevereiro foi elevado a arcebispo de Goa, e confirmado em 22 de março. Fez a sua entrada nesta cidade em janeiro de 1863. No Seminário de Rachol fundou uma rica biblioteca.
O governo concedeu-lhe, em 1868, autorização para regressar à metrópole.
Em 11 de novembro de 1874 foi nomeado arcebispo-coadjutor de Braga, sucedendo à Sé em 27 de novembro de 1876. Em 1877 fez a sua entrada solene em Braga, como Arcebispo da arquidiocese. Desgostoso com a circunscrição diocesana de 1882, pela qual se reduzia a extensão da diocese de Braga em proveito da do Porto, resignou em Junho daquele ano, retirando-se para a sua quinta de São João Baptista de Cabanas, freguesia de Dume, Braga, onde morreu em 1888. O seu túmulo encontra-se na igreja da Misericórdia de Cantanhede.